# اولد اورنباون هات اسپرینگز (کالیفرنیا)
اولد اورنباون هات اسپرینگز (به انگلیسی: Old Ornbaun Hot Springs) یک منطقهٔ مسکونی در ایالات متحده آمریکا است که در شهرستان مندوسینو، کالیفرنیا واقع شده‌است. اولد اورنباون هات اسپرینگز ۳۷۴ متر بالاتر از سطح دریا واقع شده‌است.